# Charles Wesley Elmer
Charles Wesley Elmer (New York, 1872 – 1954) è stato un astronomo statunitense.

## Biografia
Per la maggior parte della sua vita lavorativa fece lo stenografo nei tribunali ma, nel contempo, coltivò la sua passione per l'astronomia. Nella sua casa di Cedar Beach a Long Island era solito per i fine settimana invitare numerosi amici con i quali condivideva la stessa passione per le osservazioni astronomiche. Con questi amici fondò nel 1927 l’associazione di cultori di astronomia denominata Custer Institute  intitolata a sua moglie nipote del generale Custer . Nel 1937 con uno di questi amici, Richard Scott Perkin, fondò a New York la società  Perkin-Elmer per la produzione di strumentazione ottica e scientifica dove si occupò della parte amministrativa fino alla data del suo pensionamento nel 1949. Con alcune donazioni contribuì alla costruzione del complesso dell’osservatorio astronomico del Custer Institute a Southhold a Long Island 

## Onorificenze
- Nel 1943 ottenne il Merit Award dalla American Association of Variable Star Observers per il suo  "...lungo servizio e la sua devozione alle attività  della Associazione..."[2]
- La UAI ha intitolato il cratere lunare Elmer[3] e l'asteroide 2493 Elmer